# فاوستو كوريا
فاوستو كوريا (بالبرتغالية: Fausto Correia‏) هو صحفي وسياسي برتغالي، ولد في 29 أكتوبر 1951 في البرتغال، وتوفي في 9 أكتوبر 2007 في بلجيكا بسبب نوبة قلبية. حزبياً، نشط في الحزب الاشتراكي (البرتغال). وقد انتخب عضو مجلس الجمهورية ‏ خلال فترته النيابية ‏ وفي انتخابات البرلمان الأوروبي 2004، انتخب عضو في البرلمان الأوروبي عن دائرة البرتغال ‏ لترشحه ضمن  قائمة الحزب الاشتراكي (البرتغال)، وقد انضم خلال فترته النيابية (20 يوليو 2004 – 9 أكتوبر 2007)  للكتلة البرلمانية التحالف التقدمي للاشتراكيين والديمقراطيين.